# Stefano Roverizio
Stefano Roverizio di Roccasterone (Sanremo, 4 giugno 1809 – Sanremo, 27 febbraio 1890) è stato un politico italiano.

## Biografia
Il Conte Stefano Roverizio di Roccasterone era discendente di una antica famiglia nobile, originaria di Ceriana. Fu sindaco di Sanremo in diversi mandati: dal 1844 al 1848, dal 1850 al 1855 e infine dal 1873 al 1875. Fu Deputato del Regno di Sardegna in due legislature.
Si occupò del porto di Sanremo, pubblicando un libretto "Cenni di Roverizio di Roccasterone sulla pratica del porto" (1849) e si interessò ai problemi politici, amministrativi ed economici del circondario di Sanremo, pubblicando un altro opuscolo "Il nuovo centro amministrativo pel Circondario di Sanremo e d'Oneglia" (1860), all'indomani della cessione di Nizza alla Francia.
Le opere alle quali si accinse il Conte Roverizio sono: lo Stabilimento del Lebbrosario; l'acquisto dell'antico convento dei Padri Gesuiti; la strada consorziate da Sanremo a Ceriana; l'apertura di una strada, detta poi Privata Roverizio e realizzata di sua iniziativa, che collegava i giardini del Parco Marsaglia con il Berigo e lasciata poi in uso alla cittadinanza; il compimento di via Vittorio Emanuele II al lato orientale della città; il riassestamento del corso della Marina; i lastricati di via Feraldi e della via Debenedetti; il Corso dell'Imperatrice con i suoi giardini; il riassestamento della strada carrozzabile da Poggio alla Madonna della Guardia e infine il Teatro Principe Amedeo.